# Leptodoras copei
Leptodoras copei is een straalvinnige vissensoort uit de familie van de doornmeervallen (Doradidae). De wetenschappelijke naam van de soort is voor het eerst geldig gepubliceerd in 1968 door Fernández-Yépez.